# Angelo Monteverdi
Angelo Monteverdi (n. 24 ianuarie 1886, Cremona, Lombardia, Regatul Italiei – d. 11 iulie 1967, Lavinio⁠(d), Anzio, Lazio, Italia) a fost un filolog italian.

## Biografie
A slujit în Primul Război Mondial ca ofițer, mai întâi la Detașamentul teritorial de miliție Porretta, apoi pe front (inițial în Regimentul 227 Infanterie și apoi în Regmentul 6 Infanterie). În timpul conflictului a ținut un jurnal. Într-o perioadă de doi ani (1918-1919) a fost atașat militar adjunct la Legația Italiană din Berna.
Ca elev al lui Francesco Novati, a fost profesor de filologie romanică la Universitatea Elvețiană din Fribourg (1922-1932), apoi la Statale di Milano (1932-1942) și, în cele din urmă, la Universitatea Sapienza din Roma, unde i-a succedat lui Giulio Bertoni, ca director al Institutului de Filologie Romanică. A fost și decanul Facultății de Literatură și Filozofie. La această școală au fost formați câțiva filologi importanți.
A fost membru național și, din 21 februarie 1965, și președinte al Academiei dei Lincei. Codirector al revistelor Medieval Studies și Studj Romance, director al Culturii Neolatine, s-a ocupat mai ales de relația dintre limbă și cultură în perioada originilor literaturii romanice. A fost vicepreședinte al Société de Linguistique Romane din 1965 până la moartea sa. A fost și membru al Academiei Arcadia.
Biblioteca Facultății de Litere și Filosofie a Universității „La Sapienza” din Roma a fost numită după el, iar aici se păstrează un fond de lucrări bogat (circa 3.000 de materiale) care i-au aparținut.
L-a nominalizat pe Tudor Arghezi pentru Premiul Nobel pentru Literatură pe anul 1965.

## Opera
- La Leggenda di S. Eustachio, în: Studi medievali, Bd. 3, 1908/1911, ISSN 0391-8467, pp. 169–229 (Tesa di laurea).
- Le Origini, Vallardi, Milano, 1926.
- Testi volgari italiani anteriori al duecento (= Testi Romanzi per uso delle Scuole, NS 3), Maglione, Roma, 1935.
- Testi volgari italiani dei primi tempi (= Istituto di Filologia Romanza della R. Università di Roma. Testi e manuali, nr. 24, ZDB-ID 404888-x), Societa Tipografica Editrice Modenese, Modena, 1941, (ediția a II-a, Modena, 1948).
- Saggi neolatini (= Storia e Letteratura, 9, ZDB-ID 847362-6), Storia e Letteratura, Roma, 1945.
- L'epopea francese (= Corsi dell'Università degli Studi di Roma, Facoltà di Lettere e Filosofia, 57, OCLC 314486000), Edizioni Italiane, Roma, 1947.
- Manuale di avviamento agli studi romanzi. Le lingue romanze, Vallardi, Milano, 1952.
- Studi e saggi sulla letteratura italiana dei primi secoli, Ricciardi, Milano, 1954.
- Frammenti critici leopardiani, Tipografia del Senato del Dott. G. Bardi, Roma, 1959, (ediție publică: Edizioni Scientifiche Italiane, Napoli, 1967, ZDB-ID 1345258-7).[6]